# Outlet
Un outlet, és un tipus de comerç dedicat a la venda de roba o estris i objectes de temporades anteriors, restes de sèries i descatalogats, amb reduccions de preus significatives.
És un fet curiós que, tot i ser un mot d'origen anglès, el significat de fet ha sofert una transformació, ja que l'accepció original fa referència a qualsevol botiga o sucursal de venda d'una marca concreta i en canvi el terme català ha adoptat aquest significat de "lloc de venda d'articles de diferents marques a preus reduïts per tenir defectes de fabricació o per ser de temporades passades".
A Espanya podem trobar descomptes des del 30% fins al 70%. Als EU els descomptes pràcticament sempre dins dels OUTLET són realment competitius, i pràcticament tots els descomptes estan entre el 50% i el 70%, com a mínim descompte arribant fins al 80%